# How Come the Sun
How Come the Sun är den amerikanske trubaduren Tom Paxtons sjunde studioalbum, utgivet 1971. Albumet är producerat av David Horowitz och gavs ut på skivbolaget Reprise Records.
Albumet nådde Billboard-listans 120:e plats.

## Låtlista
Förutom där annat anges är samtliga låtar skrivna av Tom Paxton
1. "I Had to Shoot That Rabbit"
2. "Icarus" (Tom Paxton/David Horowitz)
3. "Little Lost Child"
4. "General Custer"
5. "She's Far Away"
6. "Prayin' for Snow"
7. "Louise"
8. "A Sailor's Life" (Tom Paxton/David Horowitz)
9. "How Come the Sun" (Tom Paxton/David Horowitz)